# Bühnen Halle

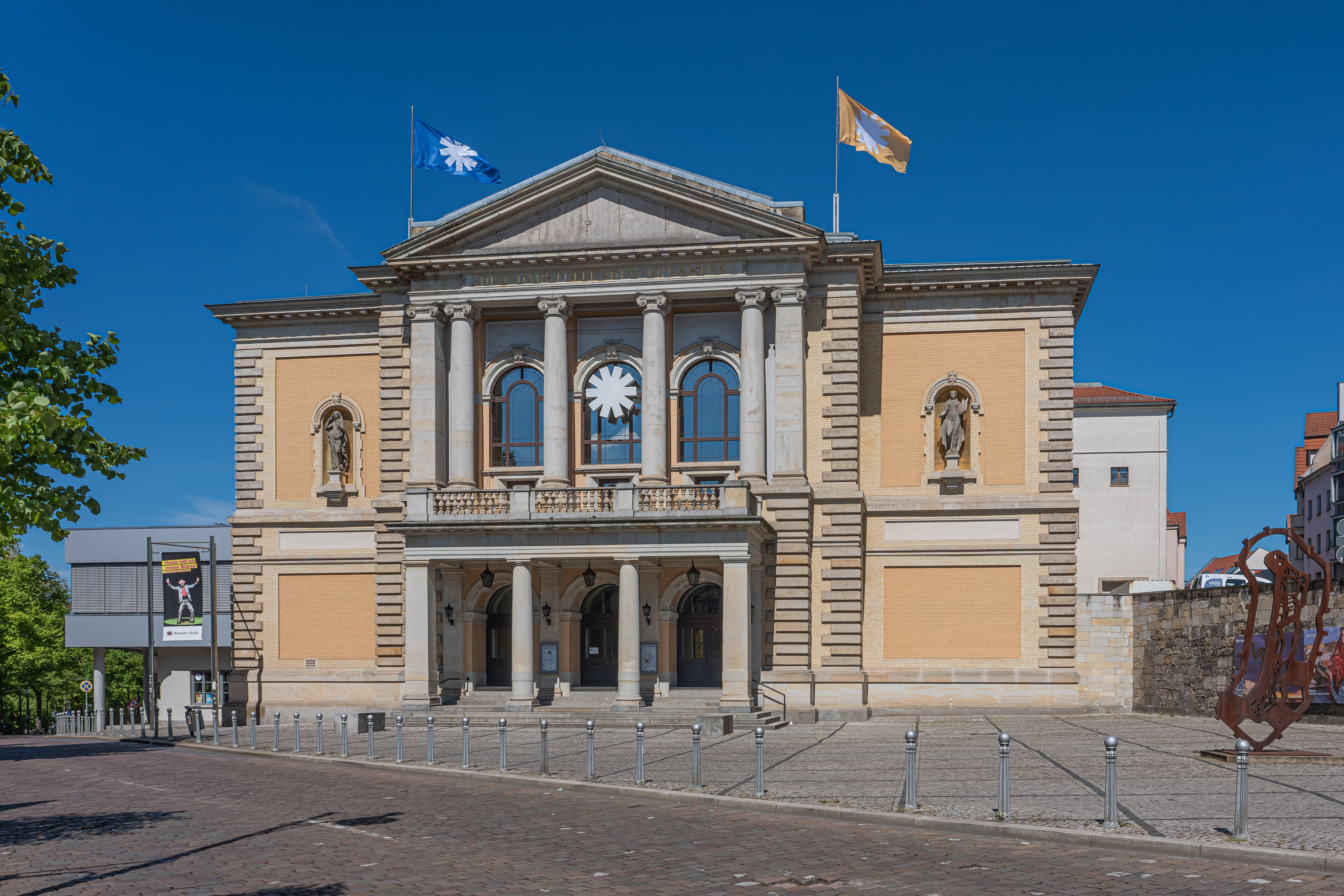
Opernhaus Halle

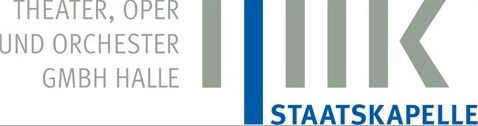
Logo der Staatskapelle Halle

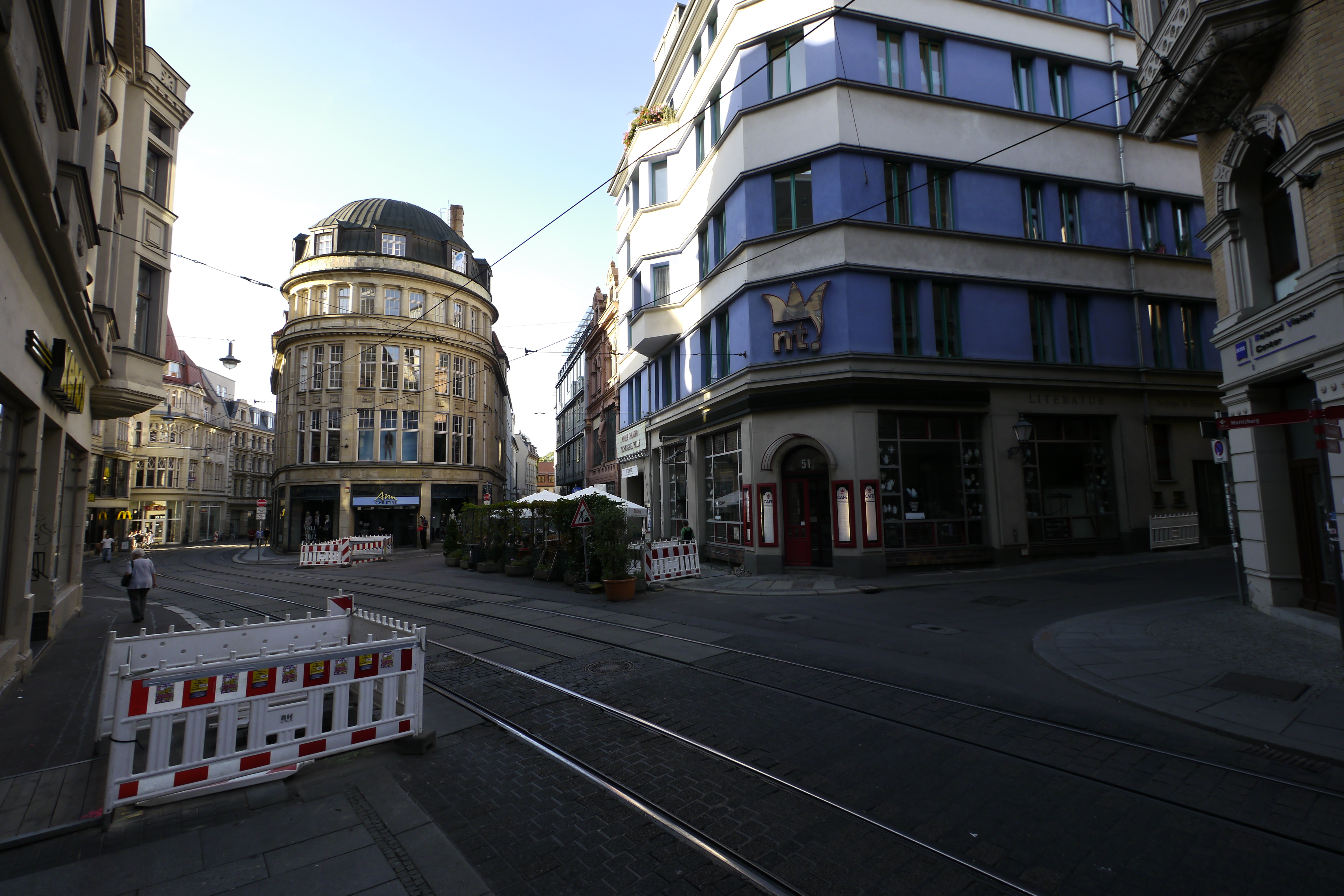
Das neue theater Halle nt als Teil der Kulturinsel

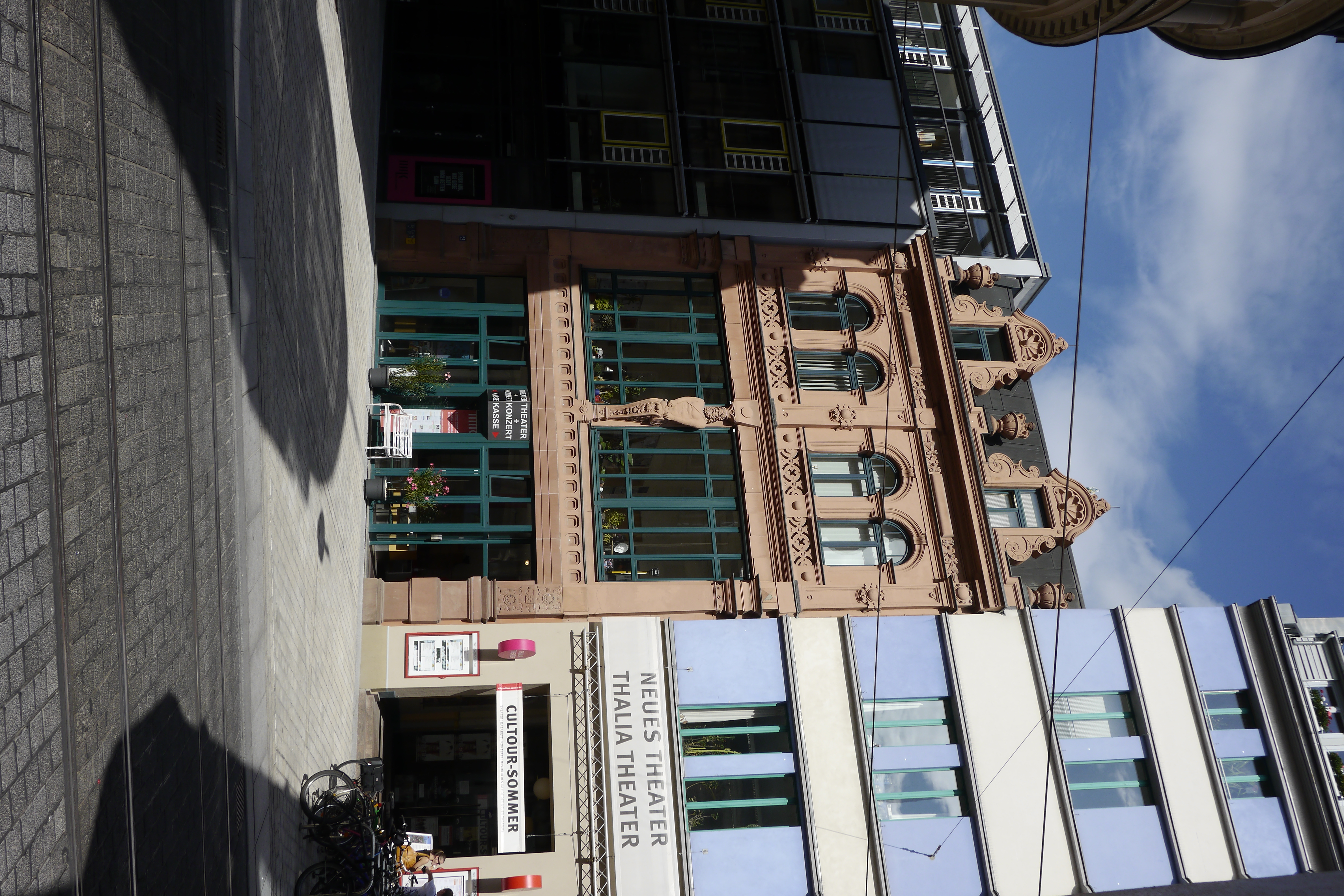
Spielstätte des Thalia Theaters in der Großen Ulrichstraße

Die Bühnen Halle (amtliche Bezeichnung: Theater, Oper und Orchester GmbH Halle) sind ein Fünfspartenhaus in Halle an der Saale.

## Aufbau
Die fünf Sparten sind das Opernhaus Halle, Ballett mit der Ballettakademie am Opernhaus Halle, die Staatskapelle Halle, Schauspiel (mit dem neuen theater und dem Thalia Theater) sowie das Puppentheater Halle (beheimatet in der Kulturinsel Halle).
Die Kooperation wurde 2009 gegründet. Schon vorher hatten 2006 das Philharmonische Staatsorchester mit dem Orchester des Opernhauses Halle zur Staatskapelle Halle fusioniert.

## Leitung
(Stand Februar 2024)
- Geschäftsführerin ist Uta van den Broek
- Künstlerischer Leiter der Oper ist Walter Sutcliffe
- Ballettdirektor ist Michal Sedláček
- Generalmusikdirektor ist Fabrice Bollon
- Künstlerische Leiterin und Stellv. Künstlerische Leiterin der Theatersparte sind Maria Dalsgaard & Mareike Mikat, leitender Dramaturg ist Christoph Macha[2]
- Künstlerischer Leiter des Puppentheaters ist Christoph Werner